# Капел ан Певел
Капел ан Певел (фр. Cappelle-en-Pévèle) је насеље и општина у североисточној Француској у региону Север-Па д Кале, у департману Север која припада префектури Лил.
По подацима из 2011. године у општини је живело 2209 становника, а густина насељености је износила 272,38 становника/km². Општина се простире на површини од 8,11 km². Налази се на средњој надморској висини од 44 метара (максималној 56 m, а минималној 34 m).

## Демографија
| 1962. | 1968. | 1975. | 1982. | 1990. | 1999. | 2011. |
| ----- | ----- | ----- | ----- | ----- | ----- | ----- |
| 1.290 | 1.361 | 1.600 | 1.823 | 1.725 | 1.959 | 2.209 |

График промене броја становника у току последњих година